# NBA All-Star Game 1960
Le NBA All-Star Game 1960 s’est déroulé le 22 janvier 1960 dans le Convention Hall de Philadelphie. Les All-Star de l’Est ont battu les All-Star de l’Ouest 125 à 115. Wilt Chamberlain (Warriors de Philadelphie) a été élu MVP.

## Effectif All-Star de l’Est
- Bob Cousy (Celtics de Boston)
- Wilt Chamberlain (Warriors de Philadelphie)
- Bill Russell (Celtics de Boston)
- Dolph Schayes (Syracuse Nationals)
- Paul Arizin (Warriors de Philadelphie)
- Bill Sharman (Celtics de Boston)
- George Yardley (Syracuse Nationals)
- Tom Gola (Warriors de Philadelphie)
- Richie Guerin (Knicks de New York)
- Larry Costello (Syracuse Nationals)
- Willie Naulls (Knicks de New York)

## Effectif All-Star de l’Ouest
- Bob Pettit (Saint-Louis Hawks)
- Elgin Baylor (Minneapolis Lakers)
- Clyde Lovellette (Saint-Louis Hawks)
- Dick Garmaker (Minneapolis Lakers)
- Cliff Hagan (Saint-Louis Hawks)
- Gene Shue (Pistons de Détroit)
- Jack Twyman (Royals de Cincinnati)
- Walt Dukes (Pistons de Détroit)
- Rod Hundley (Minneapolis Lakers)
- Chuck Noble (Pistons de Détroit)